# Lithasia obovata
Lithasia obovata är en snäckart som först beskrevs av Thomas Say 1829.  Lithasia obovata ingår i släktet Lithasia och familjen Pleuroceridae. Inga underarter finns listade i Catalogue of Life.